# Lomtjärnen (Ragunda socken, Jämtland, 700708-152426)
Lomtjärnen är en sjö i Ragunda kommun i Jämtland och ingår i Indalsälvens huvudavrinningsområde.